# Mickey, Donald, Goofy: Los tres mosqueteros
Mickey, Donald, Goofy: Los tres mosqueteros (Mickey, Donald, Goofy: The Three Musketeers en inglés) es una película animada producida por Walt Disney Pictures y la oficina Australiana de DisneyToon Studios, lanzada directa a vídeo el 17 de agosto de 2004. Ganó un premio Exclusive DVD en 2005 por Mejor Canción Original (por la canción "All For One and One For All"), estuvo nominada por Mejor Director y Mejor Guion, en los Premios Annie por Mejor Producción, y Tony Anselmo y Rob Paulsen fueron nominados por Mejor Actor de Voz.

## Sinopsis
El trovador, una tortuga con acento francés, hiere sin darse cuenta a un narrador justo antes de una transmisión en vivo. Trovador se apresura a tomar el lugar del narrador, saca su cómic y le cuenta a la audiencia su versión favorita de Los tres mosqueteros. 
En el Francia del siglo XVII, los pilluelos callejeros Mickey Mouse, Pato Donald, Goofy y Pluto son un día acosados por los Beagle Boys pero son salvados por mosqueteros reales.  Mickey recibe uno de sus sombreros, lo que lo inspira a él y a sus amigos a seguir su ejemplo y convertirse ellos mismos en mosqueteros.  Años más tarde, el trío trabaja como conserjes en el cuartel general de los mosqueteros, encabezados por el Capitán Pete ("Capitán Pedro" en Hispanoamércia), quien se burla del deseo del trío de convertirse en mosqueteros, considerándolos demasiado inadecuados para el trabajo, además de eso, los tres no hacen ninguno de los trabajos de limpieza correctamente sin estropearlo y siempre terminan destruyendo partes de la sede. Se les ordena trabajar en la lavandería como castigo por un incidente anterior.
Mientras tanto, La princesa Minnie evita por poco que los Beagle Boys le dejen caer una gran caja fuerte. El Capitán Pete, que se revela como su jefe, los regaña por intentar asesinarla, ya que quiere que la secuestren para poder apoderarse del reino la noche de la Ópera, pero no quiere matarla. En respuesta al atentado contra su vida, Minnie convoca a Pete y le exige que presente guardaespaldas mosqueteros para protegerla. Pete se da cuenta de que con mosqueteros experimentados, su plan se frustrará, pero después de presenciar otro desastre, decide reclutar falsamente a los incompetentes Mickey, Donald y Goofy como mosqueteros, ya que cree que será fácil deshacerse de ellos, lo que entusiasma al trío. Minnie se enamora profundamente de Mickey a primera vista.
Durante un paseo en carruaje, los Beagle Boys tienden una emboscada a Mickey, Donald y Goofy, los derrotan fácilmente y secuestran a Minnie y su dama de honor, Daisy. Mickey anima a sus amigos a no perder la esperanza y todos se apresuran a rescatar a Minnie y Daisy de una torre abandonada. Goofy entra corriendo primero, sube corriendo todas las escaleras y sale por una ventana hacia una serie de eventos que lo catapultan de regreso a la torre. Luego, los mosqueteros entablan otra pelea con los Beagle Boys. Donald se esconde acobardado, dejando a Mickey y Goofy acorralados, pero a Goofy se le ocurre la idea de saltar por la ventana con Mickey para participar en los mismos eventos que antes y obligar a los bandidos a salir de la torre y al río. Minnie y Daisy son rescatadas, y Minnie y Mickey pasan tiempo juntos y se enamoran profundamente.
Pete se da cuenta de que el trío es una amenaza mayor de lo que anticipó originalmente, por lo que planea deshacerse de ellos individualmente. Mientras patrullaba de noche, Goofy es atraído fuera del palacio por la teniente de Pete, Clarabelle, usando una marioneta de sombras de Mickey. Donald es perseguido y capturado por los Beagle Boys y entregado a Pete, quien revela su verdadera naturaleza después de atraparlo en una guillotina, aunque Donald logra escapar de su decapitación, lo que hace que Pete pierda su pata de palo después de intentar detenerlo. Donald regresa al palacio para informarle a Mickey lo sucedido. Mientras Mickey decide quedarse y detener a Pete, Donald está demasiado asustado y lo abandona. En el acto, Pete tiende una emboscada a Mickey, lo encierra en un calabozo en Mont Saint-Michel y lo deja morir cuando la marea sube e inunda la celda.
Mientras tanto, Clarabelle está a punto de matar a Goofy arrojándolo al Sena. Sin embargo, los dos instantáneamente se enamoran el uno del otro y Clarabelle cambia de opinión. Clarabelle le informa a Goofy que Mickey está en peligro. Pluto lleva a Goofy a la ubicación de Mickey, y Donald es arrastrado con él. Cuando Donald todavía está demasiado asustado para ayudar a salvar a Mickey, Troubadour reprende musicalmente a Donald por su cobardía, enojándolo para que se vaya con Goofy. El dúo salva por poco a Mickey.  Cuando Mickey se desespera porque su condición de mosqueteros era una mentira, Goofy lo alienta diciéndole que a pesar de sus defectos, no hay nada que no puedan lograr mientras estén juntos. Rejuvenecido, Mickey lleva a sus amigos a detener a Pete y salvar a la princesa.
En el teatro, Pete y los Beagle Boys capturan a Minnie y Daisy y las encierran en un cofre. Uno de los Beagle Boys se hace pasar por Minnie y anuncia al público a Pete como el nuevo rey de Francia. Mickey, Donald y Goofy llegan y luchan contra Pete y los Beagle Boys en el escenario.  Mickey, Donald y Goofy se unen y derrotan a Pete, lo que les permite rescatar a Minnie y Daisy, quienes profesan su amor por Mickey y Donald, respectivamente. Más tarde, Minnie dobla oficialmente a Mickey, Donald y Goofy como mosqueteros reales, cumpliendo su sueño.

## Actor de voz originalInglés🇺🇲
- Wayne Allwine como Mickey Mouse[3]
- Tony Anselmo como Pato Donald[3]
- Bill Farmer como Goofy[3]
- Russi Taylor como Princesa Minnie[3]
- Tress MacNeille como Daisy[3]
- Jim Cummings como Capitán Pete / Capitán Pedro[3]
- Bill Farmer como Pluto[3]
- April Winchell como Teniente Clarabelle / Teniente Clarabella[3]
- Rob Paulsen como Trovador[3]
- Jeff Bennett y Maurice LaMarche como los Beagle Boys[3]

## Actor de doblajeEspañol Latino🇲🇽
- Arturo Mercado Jr es Mickey Mouse (primera vez que lo dobla)
- Ruy Cuevas es el Pato Donald
- Mario Filio es Goofy
- Diana Santos es La Princesa Minnie
- Liliana Barba es la Pata Daisy
- Don Francisco Colmenero es el Capitán Pedro
- Ricardo Tejedo es Pluto
- Nancy McKenzie es Clarabella
 Vicky Córdova es Clarabella (canciones)
- David Filio como El Trovador
- Esteban Siller como Chico Malo #1
- Humberto Vélez como Chico Malo #2
- Raúl Aldana como Chico Malo #3

## Producción
Una adaptación de Los tres mosqueteros de Alejandro Dumas, con Mickey Mouse, el Pato Donald y Goofy como los tres mosqueteros, fue planeado durante la década de 1980 en Walt Disney Animation Studios. En 1983, los artistas del guion gráfico Steve Hulett y Pete Young desarrollaron el proyecto de Mickey Mouse, Donald, Goofy y José Carioca como los mosqueteros, pero cayó en un Infierno del desarrollo. En 2002 y 2003 en honor a 75.º aniversario de Mickey Mouse, se anunció que se publicaría un reportaje titulado "The Search of Mickey Mouse was in development". El proyecto trataba sobre Mickey, quien es secuestrado por fuerzas desconocidas, lo que obliga a Minnie Mouse a reclutar a Basil de Baker Street para investigar su desaparición, y luego se encuentra con un personaje del canon de películas animadas de Disney, como Alicia, Peter Pan, Robin Hood y Aladdín. Sin embargo, el proyecto sufrió problemas con el guion y se pensó en que los múltiples cameos eran demasiado ingeniosos. Tras la cancelación de este último proyecto se anunció que un largometraje basado en Los tres mosqueteros con Mickey, Donald y Goofy en los papeles principales estaba en desarrollo, lo que significa que el proyecto de Hulett y Young había sido revivido. Sin embargo, la película no incluyó a José Carioca como en el desarrollo inicial.

## Recepción
En octubre de 2020, Mickey, Donald, Goofy: Los Tres Mosqueteros tenía una calificación del 36% en el agregador de reseñas en Rotten Tomatoes según 11 reseñas con puntación promedio de 4.84/10.

## Lanzamiento
La película se lanzó por primera vez en DVD y VHS el 17 de agosto de 2004. Para el décimo aniversario de la película, se lanzó en Blu-ray el 12 de agosto de 2014.

## Videojuegos
Un mundo llamado Country of the Musketeers basado en la película aparece en Kingdom Hearts 3D: Dream Drop Distance, relatándose los mismos acontecimientos que en la película. Esta es la primera vez que un mundo en la serie se origina a partir de una función directa a video. Al igual que el mundo de Timeless River en Kingdom Hearts II, se presenta como un período del pasado de Mickey Mouse. Aparecen todos los personajes excepto Daisy, Clarabelle y el Trovador.

## Banda sonora
La banda sonora de la película, titulada Mickey, Donald, Goofy: Los Tres Mosqueteros, fue lanzada el 13 de agosto de 2004 por Walt Disney Records. Además de siete canciones clásicas reinterpretadas con nuevas letras cómicas, también presenta una versión reescrita del clásico de Schoolhouse Rock "Three Is a Magic Number" de Stevie Brock, Greg Raposo y Matt Ballinger. En 2018, "Mickey, Donald, Goofy: Los Tres Mosqueteros" se convirtió en la primera película de Disney directa a video en tener su partitura musical completa, lanzada en CD por Intrada Records. Al igual que el álbum original, el lanzamiento de Intrada incluye todas las canciones de la película, aunque en este lanzamiento, la mayoría de ellas se juntan con las piezas respectivas de la música de fondo de Bruce Broughton que las conduce. Algunas de las pistas musicales incluyen piezas de la partitura que finalmente no se usaron en la película. La portada de "Three is a Magic Number" también se omite esta vez.

| N.º | Título | Intérpretes | Duración |  |
| 1.  | «All for One and One for All ("Can-Can" de Orfeo en los infiernos, de Jacques Offenbach) Todos Juntos»                                                                | Rob Paulsen y coro (inglés) David Filio y coro (español)                                                        |          |  |
| 2.  | «Love So Lovely ("Dance of the Reed Flutes" de El cascanueces y "Romeo and Juliet Fantasy Overture" de Romeo y Julieta de Piotr Ilich Chaikovski) Cada vez más cerca» | Rob Paulsen y coro (inglés) David Filio y coro (español)                                                        |          |  |
| 3.  | «Petey's King of France ("En la gruta del rey de la montaña" de Peer Gynt Suite n.º 1, de Edvard Grieg) Pete, Rey de Francia»                                         | Jim Cummings (inglés) Francisco Colmenero (español)                                                             |          |  |
| 4.  | «Sweet Wings of Love (El Danubio azul, de Johann Strauss II)» | Rob Paulsen y coro David Filio y coro (español) Volar de amor                                                   |          |  |
| 5.  | «Chains of Love (Habanera de Carmen, de Georges Bizet)» | Bill Farmer, April Winchell y coro Mario Filio, Vicky Córdova y coro (español)                                  |          |  |
| 6.  | «This Is the End (Sinfonía n.º 5 en do menor de Ludwig van Beethoven) Es el final»                                                                                    | Wayne Allwine, Bill Farmer, Tony Anselmo y coro (inglés) Arturo Mercado Jr., Ruy Cuevas y Mario Filio (español) |          |  |
| 7.  | «L'Opera (The Pirates of Penzance de Arthur Sullivan)» | Jess Harnell y Chorus                                                                                           |          |  |